# Coprino-cabeludo
O coprino-cabeludo (Coprinus comatus) é um cogumelo da família das agaricáceas. É a espécie-tipo do género Coprinus. Em Portugal, é frequente no Alentejo.

## Descrição
O coprino-cabeludo tem um chapéu branco com 3-6 cm de diâmetro e 5-20 cm de altura, coberto com escamas esbranquiçadas. É um cogumelo comestível.

## Outros nomes
O coprino-cabeludo também é conhecido como coprino-barbudo ou gota-de-tinta.